# CP Villarrobledo
Der Club Polideportivo Villarrobledo ist ein spanischer Fußballverein aus der spanischen Kleinstadt Villarrobledo, Provinz Albacete. Der 1958 gegründete Klub spielt in der Saison 2017/18 in der Tercera División, Gruppe 18.

## Geschichte
Der Club Polideportivo Villarrobledo wurde im Jahre 1958 gegründet. Bereits drei Jahre nach Entstehen des Vereins stand er erstmals in der Segunda División, der zweiten spanischen Liga. Dieser Erfolg sollte jedoch der einzige Auftritt für Villarrobledo im Profifußball bleiben. Die Kastilier spielten in ihrer Clubgeschichte die meiste Zeit in der zunächst drittklassigen, später viertklassigen Tercera División.
Nach einem zwischenzeitlichen Absturz in die fünfte Liga spielt der Verein aktuell in der Tercera División.

## Stadion
Der CP Villarrobledo spielt im Campo Municipal de Deportes Nuestra Señora de la Caridad. Das Stadion wurde 1958 eingeweiht und hat eine Zuschauerkapazität von 5.500 Plätzen.

## Trikot
- Heimtrikot: Rotes Trikot, blaue Hose, blaue Stutzen
- Auswärtstrikot: Weißes Trikot, blaue Hose, blaue Stutzen

## Erfolge
- Teilnahme an der Segunda División in der Saison 1961/62.